# مؤسسه مهندسان صنایع و سیستم‌ها
مؤسسهٔ مهندسان صنایع و سیستم‌ها (انگلیسی: Institute of Industrial and Systems Engineers) یک انجمن حرفه‌ای است، که به حمایت از حرفهٔ مهندسی صنایع و افراد فعال در زمینهٔ بهبود کیفیت و بهره‌وری اختصاص دارد. این مؤسسه در سال ۱۹۴۸ تحت عنوان موسسهٔ مهندسان صنایع آمریکا تأسیس شد. در فاصلهٔ سالهای ۱۹۸۱ تا ۲۰۱۶ با نام موسسهٔ مهندسان صنایع فعالیت می‌کرد و در سال ۲۰۱۶ نام آن به موسسهٔ مهندسان صنایع و سیستم‌ها تغییر پیدا کرد. موسسهٔ مهندسان صنایع و سیستم‌ها ۲ مجله و ۵ ژورنال فنی منتشر می‌کند.